# Арсеньев, Дмитрий Гаврилович
Дми́трий Гаври́лович Арсе́ньев (1840, Тульская губерния — 1912, Санкт-Петербург) — наказной атаман Амурского казачьего войска (1892—1897), пермский губернатор (1897—1903), генерал-лейтенант.

## Биография
Родился 5 (17) ноября 1840 года в семье ефремовского помещика Гаврилы Алексеевича Арсеньева и Ольги Николаевны Исленьевой, дочери одесского откупщика. Двое её братьев были причастны к декабристскому движению. Воспитывался поначалу вместе с сёстрами Софьей (впоследствии начальница Донской женской гимназии) и Юлией (1838—1883, замужем за С. П. Сушковым). Троюродный брат Софьи Берс-Толстой.
Образование получил во 2-м кадетском корпусе, из которого выпущен 30 июня 1858 года прапорщиком в 3-ю гвардейскую и гренадерскую артиллерийскую бригаду, с 03.09.1861 — подпоручик; 28 мая 1862 года был переведён прапорщиком в лейб-гвардии 2-ю артиллерийскую бригаду. В 1863 году находясь в составе войск Варшавского военного округа во время восстания в пределах Царства Польского, за отличие произведён в подпоручики (11.04.1863). С 16.04.1867 — поручик, с 20.04.1869 — штабс-капитан, с 30.08.1872 — капитан.
С 18 января 1875 года — командир 1-й батареи лейб-гвардии 2-й артиллерийской бригады (12.04.1875 произведён в полковники). Принимал участие в русско-турецкой войне 1877—1878 годов. В сражении под Горным Дубняком контужен пулей в правую ногу. 
Был уволен по прошению от службы 4 ноября 1884 года и в том же году приказом болгарского князя определён на службу в болгарские войска на должность начальника артиллерии; по возвращении в Россию, 12 ноября 1885 года был назначен командиром 1-й батареи лейб-гвардии 2-й артиллерийской бригады.
С 01.06.1887 командовал 41-й артиллерийской бригадой; 01.07.1887 с производством в генерал-майоры был утверждён в должности. С 10 февраля 1890 года был назначен исправляющим должность начальника артиллерии Приамурского военного округа, а 18 июня 1892 года — военным губернатором Амурской области, «командующим в оной войсками» и наказным атаманом Амурского казачьего войска. 
В 1896 году Арсеньев присутствовал на коронации Николая II и в день коронации (14.05.1896) за отличия по службе был произведён в генерал-лейтенанты.
Через год, 11 мая 1897 года был назначен Пермским губернатором; в Пермь прибыл 21.11.1897. В 1903 году, 6 марта, был назначен губернатором в Одессу, но уже 24 августа был отозван в Петербург, где с того времени состоял членом Совета министра внутренних дел. С 1909 года в отставке. 
Умер 9 (22) апреля 1912 года в Санкт-Петербурге. Был похоронен на кладбище Новодевичьего монастыря Санкт-Петербурга.
В браке с дочерью подполковника, баронессой Надеждой Фердинандовной Корф (1845—1899), родилась дочь Ольга (1888—1962), которая после революции эмигрировала в Югославию и сын Алексей (1890-1941), остался после революции на территории РСФСР.
- Орден Святого Станислава 3-й ст. (1868).
- Орден Святой Анны 3-й ст. (1870).
- Орден Святого Станислава 2-й ст. (1872).
- Орден Святой Анны 2-й ст. (1875).
- Орден Святого Владимира 4-й ст. с мечами и бантом (1878).
- Золотое оружие с надписью «За храбрость» (13 января 1879).
- Орден Святого Владимира 3-й ст. с мечами (1881).
- Монаршая благодарность (1884).
- Орден Святого Станислава 1-й ст. (1890).
- Орден Святой Анны 1-й ст. (1894).
- Монаршая благодарность (1896).
- Орден Святого Владимира 2-й ст. (1899).
- Орден Белого орла (1909).

- Медаль «За усмирение польского мятежа 1863—64 годов».
- Медаль «В память Русско-Турецкой войны 1877—1878 гг.».
- Медаль «В память коронации императора Александра III» (1883).
- Медаль «В память царствования Императора Николая I» (1896).
- Медаль «В память царствования императора Александра III» (1896).
- Медаль «В память коронации Императора Николая II».
- Медаль «За труды по первой всеобщей переписи населения» (1897).

Иностранные:
- французский Орден Почётного легиона, командор (1876);
- румынский Железный крест (1877);
- черногорский орден Князя Даниила I 3-й степени (1886).